# Андреевайте, Иева
Иева Андреевайте (лит. Ieva Andrejevaitė; род. 1 января 1988 года в Вильнюсе) — литовская актриса. Снялась как минимум в 30 фильмах (полно- и короткометражных) и сериалах в России, Украине и Великобритании. Её наиболее известная роль пришлась на телесериал «Штрафник», в котором она сыграла роль скрипачки.

## Биография
Иева родилась 1 января 1988 в Старом городе, старейшем районе Вильнюса. Отец Иевы — русский, мать — литовка. Её мать по образованию музыкант, поэтому Иева росла в атмосфере искусства. Частыми гостями в их доме были певцы, музыканты и актёры. Неудивительно, что Иева с ранних лет начала проявлять интерес к искусству. В детстве Иева любила петь и танцевать.
Иева окончила Литовскую академию музыки и театра в 2011 году, учась на курсе известного литовского наставника Иоанна Свиткуса.
Актёрскую карьеру Иева начала в 2010 году, когда снялась в своём первом фильме «Ошибка сценария» (лит. Nevykęs scenarijus). В 2013 переехала в Лондон, потому что в Литве кинематограф развит слабо. Вскоре по стечению обстоятельств оказалась в Москве, где и началась её основная актёрская карьера. Иева не разговаривала по-русски, но быстро выучила язык и уже в 2013 году получила свою первую роль в российском кинематографе, снявшись в криминальной мелодраме «Холодное блюдо». В следующем 2014 года Иева сыграла свою первую главную роль в российском кино, в фильме «Стартап». «На репетиции режиссёр предложил прочитать кое-что из книги, а я в то время совсем не умела читать, знала не все буквы. Я беру книжку и пытаюсь читать. Режиссёр подумал, что я над ним издеваюсь. В итоге, он дал мне задание, выдал несколько отрывков и попросил кое-что просто прочитать, а что-то выучить. Всё это я должна была сделать за три дня. Через три дня я уже свободно читала по-русски» — делится Иева.

## Фильмография

### Как актриса
| Год       | Фильм                               | Оригинальное название               | Роль                                     | Примечание       |
| --------- | ----------------------------------- | ----------------------------------- | ---------------------------------------- | ---------------- |
| 2010      | «Ошибка сценария»                   | «Nevykęs scenarijus»                | Девушка                                  | Короткометражный |
| 2012      | «Винный путь»                       | «Vyno kelias»                       | Мария                                    | Сериал           |
| 2013      | Авария                              | «Avarija»                           |                                          | К/ф              |
| 2013      | «Полумесяц Джунипера»               | Juniper Crescent                    | Утренняя незнакомка                      | К/ф              |
| 2014      | «Стартап»                           | «Стартап»                           | Инга                                     | К/ф              |
| 2014      | «Холодное блюдо»                    | «Холодное блюдо»                    | Саша Трофимова                           | ТВ-фильм         |
| 2014      | «Москва никогда не спит»            | «Москва никогда не спит»            | Хостесс в клубе                          | К/ф              |
| 2015      | «Фарца»                             | «Фарца»                             | Таня                                     | Сериал           |
| 2015      | «Зелёная карета»                    | «Зелёная карета»                    | нет в титрах                             | К/ф              |
| 2015      | «Он — дракон»                       | «Он — дракон»                       | Ярослава                                 | К/ф              |
| 2015      | «Убей своих друзей»                 | «Kill Your Friends»                 | Анна                                     | К/ф              |
| 2015      | «Перекрёстки судьбы»                | «Перекрёстки судьбы»                | Наташа                                   | Сериал           |
| 2015      | «Маленькие игроки»                  | Little Players                      | Sofya                                    | К/ф              |
| 2016      | «Зимняя оттепель»                   | «Winter Thaw»                       | Raisa                                    | К/ф              |
| 2016      | «Хороший мальчик»                   | «Хороший мальчик»                   | Алиса Денисовна, учительница английского | К/ф              |
| 2016—2020 | «Сорйонен»                          | Sorjonen                            | Hinni                                    | Сериал           |
| 2016—2019 | «Берлинская резидентура»            | Berlin Station                      | Irina Krik                               | Сериал           |
| 2016—     | «Штрафник»                          | «Штрафник»                          | Виола                                    | Сериал           |
| 2017      | «Эмилия с Аллеи свободы»            | «Emilija»                           | Эмилия                                   | К/ф              |
| 2017      | «Александр Пересвет — Куликово эхо» | «Александр Пересвет — Куликово эхо» |                                          | К/ф              |
| 2017      | «Молодёжка. Взрослая жизнь»         | «Молодёжка. Взрослая жизнь»         | Ульяна Метлицкая, байкерша               | Сериал           |
| 2018      | «СОТКА»                             | «СОТКА»                             | Ангеліна                                 | К/ф              |
| 2018      | «Настоящий сценарий»                | «The Real Screenplay»               | Жена доктора                             | Короткометражный |
| 2018—     | «Романовы»                          | «The Romanoffs»                     | Молодая женщина в аэропорту              | Сериал           |
| 2018      | «Пепел в снегу»                     | «Ashes in the Snow»                 |                                          | К/ф              |
| 2018      | «Пуля»                              | «Пуля»                              | Дарья Шипова                             | Сериал           |
| 2018      | «Всё сложно»                        | «Всё сложно»                        |                                          | Короткометражный |
| 2018      | «Русалки»                           | «Русалки»                           | Маргарита Тихонова, Майя Тихонова        | Сериал           |
| 2019      | «Дорогой папа»                      | «Дорогой папа»                      | Ольга помощница Вадима                   | К/ф              |
| 2019      | «Королева бриллиантов»              | «Queen of Diamonds»                 | Kovacs                                   | Короткометражный |
| 2020      | «Скайлайн 3»                        | «Skylines»                          | Алекси                                   | К/ф              |
| 2022      | «Зона комфорта» (сериал, сезон 2)   | «Зона комфорта»                     | риелтор Инга                             | Сериал           |
| 2022      | «Чайки»                             | «Чайки»                             | Вильте Вилкайте                          | Сериал           |
| 2023      | «Тетрис»                            | «Tetris»                            | Нина Пажитнова                           | К/ф              |

### Как продюсер
| Год  | Фильм              | Оригинальное название | Примечания      |
| ---- | ------------------ | --------------------- | --------------- |
| 2015 | «Маленькие игроки» | «Little Players»      | Сопродюсер; к/ф |